# Anderson Bamba
Anderson Soares de Oliveira (São Gonçalo, Estado de Río de Janeiro, Brasil; 10 de enero de 1988), más conocido como Anderson Bamba, es un futbolista brasileño que juega como defensa central en el Eintracht Fráncfort de la Bundesliga de Alemania.

## Trayectoria
Anderson Bamba inició su carrera en el Flamengo de su natal Brasil. Con este equipo logró varios torneos de menores, entre ellos el campeonato estatal juvenil. Debutó profesionalmente en 2006 y dos años más tarde, fue vendido al Tombense.
Sin tener oportunidades en el primer equipo del Tombense, el club Bayer Leverkusen se aseguró los derechos del brasileño en verano de 2008. Sin embargo; jugó la temporada 2008/09 cedido en el Osnabrück, a pesar de no tener contrato con el Leverkusen. El 1 de julio de 2009, fue prestado al Fortuna Düsseldorf para la campaña 2009/10, donde jugó en 33 ocasiones y anotó 3 goles. En abril de 2010, firmó un contrato por cuatro años con el Borussia Mönchengladbach y se unió a las filas del club en julio; sin jugar ningún encuentro oficial con el Bayer. Luego de una temporada en Gladbach, Anderson fue cedido al recién descendido Eintracht Fráncfort.
Se convirtió en un pilar en la zaga del Frankfurt durante la temporada 2010/11, en la que consiguen el regreso a la primera división alemana. Por su buen desempeño, en agosto de 2012, firma en pleno derecho, un contrato para las tres próximas temporadas en el conjunto de Fráncfort del Meno.

## Selección nacional
Ha Sido Internacional con la Selección de Brasil y disputó 1 Encuentro

## Clubes
| Club                     | País     | Año         |
| ------------------------ | -------- | ----------- |
| Flamengo                 | Brasil   | 2006 - 2008 |
| Tombense                 | Brasil   | 2008        |
| Bayer Leverkusen         | Alemania | 2008 - 2010 |
| Osnabrück                | Alemania | 2008 - 2009 |
| Fortuna Düsseldorf       | Alemania | 2009 - 2010 |
| Borussia Mönchengladbach | Alemania | 2010 - 2012 |
| Eintracht Fráncfort      | Alemania | 2011 - 2017 |